# 久邇宮朝融王
久邇宮朝融王（1901年2月2日—1959年12月7日），日本的舊皇族和军人，久邇宮第三代兼末代當主，久邇宮邦彥王的長子，香淳皇后之兄。海军中将军衔，勋等为大勋位，功级为功三级。

## 生平

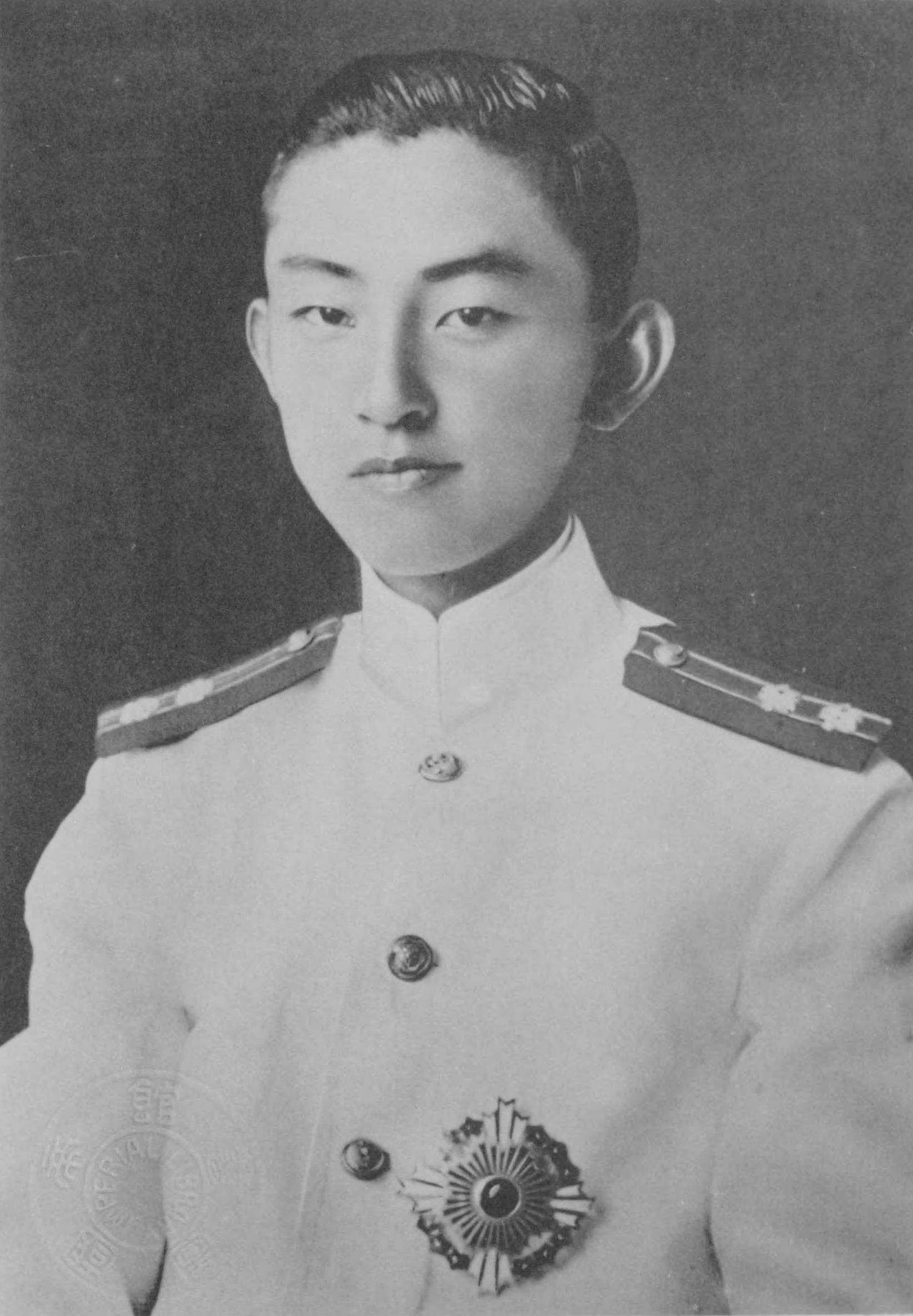
担任海军中尉时的久邇宫朝融王

1901年2月2日出生于东京，是久邇宮邦彥王和邦彦王妃俔子的长子。
1921年2月2日成为贵族院议员。
1921年7月16日毕业于海军兵学校第49期。

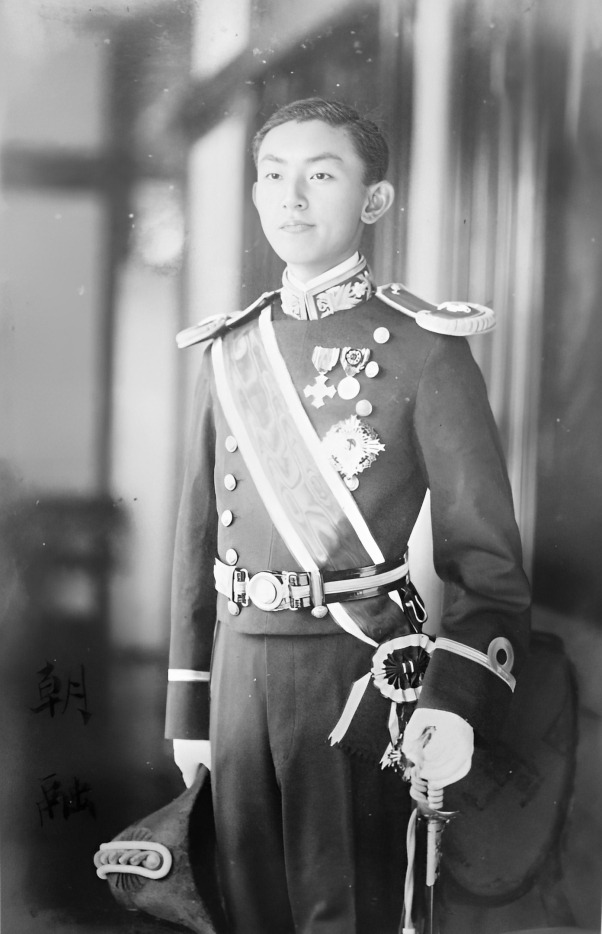
久邇宫朝融王

1922年5月25日任海军少尉，山城号战舰乘组。
1924年12月1日晋升海军中尉。
1925年1月26日（大正14年），与海军大将伏见宫博恭王的三女知子女王成婚。1929年（昭和4年）1月27日父亲去世后，继承了久邇宫家。朝融王与知子共生育了八个孩子。
后来，朝融王与一名侍女私通，并使她怀了孕。知子吩咐知情者不得告知她的父亲伏见宫博恭王。该侍女被嫁到别家，侍女所生下的孩子则被安排给一户农家收养。侍女所得的报酬是5000日元，而收养孩子的农家是10000日元（当时日本首相的年薪还不到10000日元）。
1932年12月1日任海軍少佐，榛名号战舰副砲長兼分隊長。
1937年11月20日任大本营海軍部参謀。
1937年12月1日晋升海軍中佐，長門号战舰砲術長。
1939年10月10日任第1联合航空隊参謀，1939年10月18日兼支那方面艦隊司令部附。
1939年11月15日任海軍大佐。
1940年7月9日任八雲号装甲巡洋舰艦長。
1942年10月5日任南西方面艦隊司令部附。
1942年11月1日任海軍少将。
1943年4月1日任第19联合航空隊司令官。
1944年10月1日任第20联合航空隊司令官。
1945年5月1日晋升海軍中将。

### 皇籍离脱后
1947年（昭和22年）10月14日皇籍离脱，赐姓久邇，称为久邇朝融，并被公职追放（1952年解除）。
战后，久邇朝融曾多次创业，包括生产和销售“久邇香水”，久弥香水在1951年开始销售时，是当时最前沿的促销活动，比如请银幕女演员当宣传女郎。代表日本电影黄金时代的原节子、司叶子、青山京子等出演。这款香水深受电影女演员和宝塚歌劇团成员的喜爱，久弥香水在东京银座的一家百货公司内出售并获得了人气，但由于价格昂贵，当时大多数日本民众普遍都负担不起，所以这门生意并不太顺利。后来，他卖掉了在广尾的久邇宫邸（现为圣心女子大学）以及在热海和赤仓温泉的别邸，带着五个孩子搬进了母亲俔子位于涩谷区常磐松的养老院。
生活拮据的久邇朝融最终病逝于1959年12月7日（昭和34年），享年58岁。

## 家庭

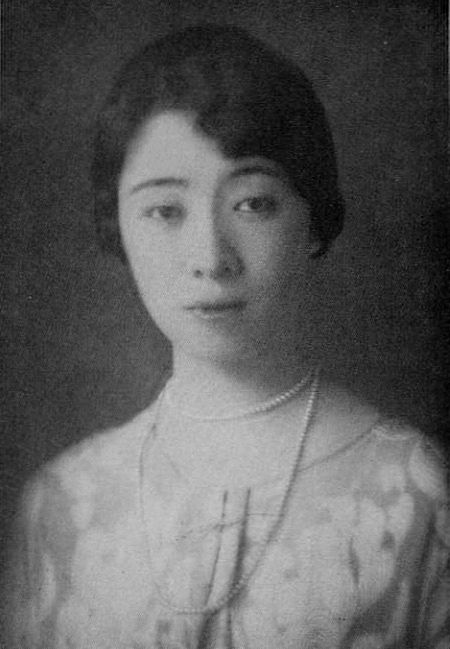
HIH Princess Kuni Tomoko, consort

1925年，朝融王與堂叔伏見宮博恭王的女兒知子女王結婚，兩人共有3子5女：
1. 正子（1926年出生）
2. 朝子（1927年－1964年）
3. 邦昭（1929年出生）
4. 通子（1933年出生）
5. 英子（1937年出生）
6. 朝建（1940年出生）
7. 典子（1941年出生）
8. 朝宏（1944年出生）